# Carl August Julius Milde
Dr. Carl August Julius Milde (Breslavia, 2 de noviembre de  1824 - 3 de julio de  1871) fue un botánico, briólogo, micólogo y pteridólogo alemán.

## Biografía
En 1850 obtiene su doctorado médico en la Universidad de Breslavia, habiendo sido estudiante de J. Heinrich Göppert (1800-1884). Desde 1853 fue un Oberlehrer en una Realschule de Breslavia.
Milde se especializa en estudios de criptógamas, particularmente musgos y helechos.
En 1876, el artista botánico estadounidense Charles E. Faxon (1846-1918) publica una traducción de Milde: Botrychiorum Monographia.
Otros trabajos publicados fueron:
- Die höheren Sporenpflanzen Deutschland's und der Schweiz, (Plantas Superiores con Esporas de Alemania y de Suiza), 1865
- Bryologia silesiaca, 1869

Milde sufría de dificultades respiratorias en gran parte de su vida adulta, falleciendo a los 46 en Merano, localidad italiana con un spa popular, el cual visitaba a menudo para tratarse.

## Honores

### Eponimia
Género
- Mildella Trevis. 1876 de la familia Pteridaceae.

- La abreviatura «Milde» se emplea para indicar a Carl August Julius Milde como autoridad en la descripción y clasificación científica de los vegetales.[1]